# Отюн (сыр)
Отю́н (фр. Autun) — французский сыр из козьего молока, производимый в Бургундии.
Сыр созревает 2—3 недели. Его производят из сырого козьего, а иногда коровьего молока. Это непрессованный и неварёный сыр. Головка сыра имеет форму плоского круга диаметром 5 см, высотой 9 см и весом около 300 г. Отюн имеет мягкую мякоть, сладкую на вкус, и жирность 45 %.